# Los Llopis
Los Llopis fue un grupo musical de Cuba que hizo algunas grabaciones en español durante los años 1960.

## Historia
Lazaro "Manuel Llopis "Ñolo" Vega, es un cubano nacido en La Habana en 1937 que marchó a Estados Unidos para continuar sus estudios de ingeniería. Siguió el mismo camino su hermano Francisco, que se aficionó a tocar la steel guitar, instrumento típico de la música country.
Al finalizar sus estudios, volvieron a La Habana, donde interpretaron en fiestas familiares algunas canciones que habían aprendido durante su estancia en los Estados Unidos, a las que daban un toque rítmico propio. Tras ser invitados por un locutor de radio a su programa, dieron el salto a la televisión y decidieron dedicarse al mundo de la música. Se les unieron otros dos habaneros: Leandro, saxofonista profesional, y Manolo Vega, quien sería el cantante principal de la formación.
Poco después de grabar su primer álbum en Cuba en 1958, actuaron en la sala Pasapoga de Madrid, obteniendo un gran éxito. Durante un tiempo residieron en España, donde hicieron diversas versiones de éxitos estadounidenses que entraron a formar parte de la historia del rock en español.
Fueron pioneros en la mezcla del rock and roll con ritmos afro-antillanos. En unos años en los que estaban de moda en las grandes ciudades españolas diversos grupos procedentes de Latinoamérica, Los Llopis llegaron e introdujeron la pachanga.

## Discografía
- EP "Estremécete" (Zafiro, 1960).
- EP "Quito a poquito" (Zafiro, 1960).
- EP "La Puerta verde" (Zafiro, 1960).
- Los Llopis (Zafiro, 1961).
- Sencillo "Siluetas" (Odeon, 1961).
- Sencillo "Paseando bajo la lluvia" (Zafiro, 1961).
- EP "Basta Arturo" (Polydor, 1961).
- EP "Que siga la fiesta" (Polydor, 1961).
- EP "Al compás del reloj" (Polydor, 1962).
- CD "Los Llopis Serie Diamante" (Peerless/Warner Music Mexico, 2008)
- EP  des-kontrol!!